# Il segreto (film 2013)
Il segreto è un film documentario del 2013 diretto da cyop&kaf, presentato al 31° Torino Film Festival e distribuito nelle sale da Lab 80.

## Critica
Il [film] più notevole visto finora [nella sezione dedicata ai documentari del Torino Film Festival] è italiano, si chiama Il segreto.

(Eugenio Renzi, il manifesto)
Con una scelta che sembra quanto mai appropriata, cyop&kaf non si prendono la briga di spiegare i retroscena delle azioni dei bambini, lasciando lo spettatore ignaro di fronte a un fenomeno che acquista ben presto contorni misterici, trascinando l’intero impianto narrativo in una dimensione quasi onirica, ipnotica. La reiterazione del gesto – per buona parte dell’opera non si fa altro che assistere alla ricerca spossante di nuovi alberi, e alla lotta per la loro difesa – diventa nelle mani di cyop&kaf il grimaldello indispensabile per scardinare i contorni spaziali e temporali del documentario "classico".
(Raffaele Meale, Quinlan)
Il segreto va alla ricerca di uno sguardo perduto. Non si tratta di una regressione – è impossibile andare indietro – ma di un ritrovamento: nell'adesso della maturità incontriamo quanto era stato dimenticato. Il segreto mostra come noi adulti e ragazzi cresciuti possiamo scoprire di nuovo la visione che rasenta il terreno, il punto di vista dei felini senza domesticazione. 
(Francesco Migliaccio, lo Straniero)
Nessun commento, nessuna «spiegazione» (tutto risalirebbe alla vecchia usanza del Cippo di Sant'Antonio) ma la scommessa di restituire la vitalità e la spontaneità di una generazione che trova il proprio codice identitario nell’ubbidire a una «legge» che nessuno ha scritto.
 (Paolo Mereghetti, Corriere della Sera)
A metà tra I ragazzi della via Pál e un cinema di sapore antropologico scomparso dal nostro orizzonte, Il segreto è un originale lavoro che raccogliendo le istanze di un passato di cinema verità, ma senza alcuni insopportabili cascami, riesce a discostarsene proponendo un cinema spontaneo, ma non istintivo, rispondendo così forse alle speranze di molti. 
 (Tonino De Pace, Sentieri Selvaggi)

## Riconoscimenti
- 2013 - Torino Film Festival
  - Menzione speciale
- 2014 - Bellaria Film Festival
  - Menzione Gianni Volpi
- 2014 - Cinéma du réel
  - Miglior opera prima
- 2014 - DocLisboa
  - Menzione speciale
  - Vesuvio Award
- 2014 - Faito Doc Fest
  - Menzione speciale
- 2014 - Fronteira Festival
  - Premio speciale della giuria
- 2014 - Napoli Film Festival
  - Miglior documentario
- 2014 - Pravo Ljudski Film Festival
  - Premio Extra muros
- 2014 - Sciacca Film Festival
  - Miglior documentario
- 2014 - Terra di cinema
  - Miglior documentario
- 2015 - Euganea Film Festival
  - Menzione speciale